# Lý Tử Thất

Lý Tử Thất đang làm chiếc váy từ vỏ nho, năm 2017

Lý Tử Thất (tiếng Trung: 李子柒; bính âm: Lǐ Zǐqī, sinh ngày 6 tháng 7 năm 1990) tên khai sinh là Lý Giai Giai (tiếng Trung: 李佳佳; bính âm: Lǐ Jiājiā), là một người nổi tiếng trên mạng chuyên làm vlog về ẩm thực và cuộc sống thôn quê ở Trung Quốc. Cô được biết đến qua việc tạo ra các video chuẩn bị thực phẩm và thủ công mỹ nghệ ở quê nhà tại huyện Bình Vũ, Miên Dương, Tứ Xuyên. Các video này thường được làm từ các nguyên liệu và công cụ thô sơ theo kỹ thuật thủ công truyền thống của Trung Quốc.

## Đầu đời
Lý Tử Thất sinh tại Tứ Xuyên, Trung Quốc trong một gia đình người Hán. Từ nhỏ cha mẹ cô sớm ly hôn và cha cô sớm qua đời, cô sống với mẹ kế và bị ngược đãi. Ông bà thấy không đành nên đưa cô về quê sống chung. Năm cô học đến lớp 5 thì ông qua đời, bà một mình không thể tiếp tục nuôi cô học tiếp. Năm 14 tuổi, cô bỏ học lên thành phố làm thuê, trải qua 8 năm lang bạt nơi thành thị. Trước khi bước chân vào lĩnh vực truyền thông tự sản xuất, cô từng trải qua đủ nghề như làm bồi bàn, DJ câu lạc bộ giải trí, ca sĩ phòng trà, quán bar, pub. Năm 2012, bà ốm nặng, vì muốn chăm sóc bà nên cô kiên quyết trở về quê. Sau đó, để kiếm sống, cô mở cửa hàng trên trang mạng Taobao để bán nông sản.

## Sự nghiệp
Năm 2015, để quảng bá cho sản phẩm nông nghiệp của cửa hàng, Lý Tử Thất nghe theo lời khuyên của người anh họ và bắt đầu đăng video ngắn lên ứng dụng Meipai. Cô tự quay, tự đạo diễn, tự diễn xuất, tự biên tập video với nội dung thiên về những món ăn có nguồn gốc lâu đời. Những ngày đầu, việc sản xuất video của cô tương đối khó khăn. Mặc dù giàu tính sáng tạo, những video của cô vẫn thiếu hiệu quả về mặt thị giác. Đến năm 2016, video "Rượu hoa đào" (桃花酒, đào hoa tửu) được một CEO nền tảng video ngắn ưa thích nên đã đưa lên đầu trang chủ, từ đó thu hút sự chú ý của nhiều người. Kênh Youtube của cô được thành lập vào tháng 8 năm 2017, video được xem nhiều nhất là "Các món ăn vặt dịp Tết" (年货小零食特辑) với 66 triệu lượt xem.
Tháng 5 năm 2020, Lý Tử Thất trở thành Youtuber Trung Quốc đầu tiên cán mốc 10 triệu người đăng ký. Đồng thời, chỉ mất 2 năm 4 tháng để đạt được mốc này kể từ khi mở kênh, vượt kỷ lục 4 năm 21 ngày do PewDiePie thiết lập, trở thành Youtuber nhanh nhất đạt 10 triệu người đăng ký.
Dù YouTube chính thức bị chặn ở Trung Quốc đại lục nhưng tính đến tháng 8 năm 2020, kênh YouTube của Lý Tử Thất vẫn thu hút được 12 triệu người đăng ký. Cô còn có hơn 26,7 triệu người theo dõi trên mạng xã hội Sina Weibo, hơn 3,5 triệu người theo dõi trên Facebook, đồng thời truyền cảm hứng cho nhiều người khác tham gia làm các kênh với nội dung tương tự.
Khán giả ở Trung Quốc đại lục của cô phần lớn là giới trẻ ở các đô thị. Sự nổi tiếng của Lý Tử Thất gắn liền với phục cổ (复古), một phong trào ngày càng được đánh giá cao ở Trung Quốc hiện đại trong việc khôi phục văn hóa truyền thống. Mở đầu cuộc phỏng vấn với kênh Goldthread vào tháng 9 năm 2019, cô cho biết: "Trong xã hội ngày nay, rất nhiều người cảm thấy căng thẳng. Họ phải đối diện với áp lực cuộc sống và công việc. Tôi muốn họ được thư giãn và trải nghiệm thứ gì đó tốt đẹp để xua tan đi lo âu và căng thẳng." Cô còn cho biết thêm: "Tôi chỉ đơn thuần muốn dân thành thị biết thực phẩm của họ từ đâu đến".
Phần lớn các video của Lý Tử Thất tập trung vào các món ăn và vật dụng truyền thống. Bên cạnh các video gia công chế biến thực phẩm, các video phổ biến khác của cô bao gồm trang điểm và đặc biệt cô từng làm một chiếc váy từ vỏ nho. Cô hiếm khi lên tiếng trong các video của mình, âm thanh nổi bật trong các video này là tiếng của thiên nhiên, tiếng nấu ăn trên nền nhạc thư giãn. Tạp chí Hemispheres đã đăng "lời trao đổi duy nhất là lời nói đùa thân thiết giữa Lý và bà của cô ấy, nhưng âm thanh của tiếng chim hót, tiếng sương giòn giã dưới chân, tiếng lách cách của một con dao găm, tiếng xèo xèo của tỏi chiên khiến bạn rơi vào trạng thái ASMR, do đó, bạn thậm chí không nhận thấy bạn đã xem hết bao nhiêu video."

Món bột củ sen trộn hạt và quả khô được bán trên mạng mang thương hiệu Lý Tử Thất.

Ngoài việc thực hiện những video quảng bá ẩm thực làng quê, cô còn thành lập thương hiệu mang tên mình, kinh doanh buôn bán nông sản. Năm 2018, cô mở cửa hàng trên trang mua bán trực tuyến Tmall, chuyên bán các loại thực phẩm đã xuất hiện trong các video. Tính đến năm 2020, doanh thu hàng tháng của cửa hàng này đã vượt quá 100 triệu nhân dân tệ (khoảng 14,5 triệu USD), riêng món bún ốc Liễu Châu (螺蛳粉, luósī fěn) mang hương hiệu của cô đã đạt doanh thu hàng tháng là 1,5 triệu nhân dân tệ. Cô cũng làm từ thiện giúp các em nhỏ có hoàn cảnh khó khăn. Theo một tờ báo năm 2019, cô có thu nhập hàng năm hơn 50 triệu nhân dân tệ (khoảng 7 triệu USD).
Tháng 8 năm 2018, cô đảm nhận vai trò đại sứ quảng bá di sản văn hóa phi vật thể Thành Đô. Tháng 9 năm 2019, cô được tờ Nhân Dân nhật báo trao tặng Giải thưởng Lựa chọn của Công chúng. Đài truyền hình trung ương Trung Quốc (CCTV) đã ca ngợi cô và nói rằng "Tuy không một lời khen ngợi Trung Quốc nhưng Lý đã quảng bá văn hóa Trung Quốc theo hướng tích cực và kể lại một câu chuyện hay về Trung Quốc". Cũng năm 2019, cô được tờ China Newsweek chọn là "Nhân vật truyền bá văn hóa của năm".
Lúc đầu, Li tự mình thực hiện tất cả công việc chụp ảnh và chỉnh sửa. Khi cô ấy trở nên nổi tiếng và có kinh nghiệm hơn, cô bắt đầu sản xuất video với sự giúp đỡ của một trợ lý cá nhân và một quay phim.

## Cuộc sống cá nhân
Lý Tử Thất sống với bà nội, người thỉnh thoảng xuất hiện trong video. Họ sống ở vùng nông thôn của Miên Dương thuộc tỉnh Tứ Xuyên, Tây Nam Trung Quốc. Ban đầu cô tự mình thực hiện tất cả các hoạt động quay phim và chỉnh sửa. Khi cô trở nên nổi tiếng và có kinh nghiệm, các video trực tuyến gần đây của cô được sản xuất với sự hỗ trợ của trợ lý cá nhân và trợ lý quay phim.